# Àsia (mitologia)
Àsia (en grec antic Άσία) en la mitologia grega era una filla d'Oceà i de Tetis. Va ser esposa del Tità Jàpet, i mare d'Atlas, Prometeu, Epimeteu i Meneci. Hesíode dona el nom d'una altra Oceànida, Clímene, com a esposa de Jàpet i mare d'aquests quatre fills, en la seva Teogonia (359), però la Biblioteca del Pseudo-Apol·lodor (1.8) diu que l'esposa de Jàpet va ser Asia, com també ho fa Licofró de Calcis (1411). Heròdot (4.45.1) registra la tradició segons la qual el continent Àsia va rebre el nom per Asia a qui anomena l'esposa de Prometeu i no pas la mare de Prometeu.
Heròdot també relata la tradició de Lídia: "els de Lídia opinen que el nom d'Àsia no prové de l'esposa de Prometeu anomenada Àsia sinó d'Asies, el fill de Cotis, que era fill de Manes", un llegendari rei de Frígia.